# Bokssæt
Et bokssæt er en samling af bøger, musik, film eller lignende, der er pakket i en æske, for at blive udgivet samlet.

## Typer

### Musik
Kunstnere og bands med en meget lang karriere har ofte en antologi af musik udgivet som et bokssæt. Dette inkluderer ofte sjældne og aldrig før udgivne numre. Nogle bokssæt samler tidligere udgivne bokse med singler eller albummer af en musiker, og ofte samles komplette diskografier fra en kunstner, såsom Pink Floyds Oh, by the Way.

### Bøger
Forfattere eller forlag kan udgive bokssæt med eksempelvis samlede værker af en bestemt forfatter eller en samlet udgivelse af en hel romanserie, der ellers har været udgivet over en længere periode. Eksempler er J.R.R. Tolkiens Ringenes Herre eller J.K. Rowlings serie om Harry Potter.